# Восточная Кордильера (Боливия)
Восто́чная Кордилье́ра (исп. Cordillera Oriental) — восточная краевая горная цепь в Центральных Андах в Боливии. Высота до 4051 м. Протягивается между 15 и 19-й параллелями южной широты, к востоку от верховий рек Бени и Рио-Гранде. Соединена перемычкой с расположенными к западу горами Кордильера-Реаль. К северу от этой перемычки расположены сильно расчленённые глубокими и узкими речными долинами предгорья Юнгас. В северной части Восточная Кордильера имеет крутые, местами отвесные склоны, в южной — более пологие, высоты увеличиваются до 3700—4000 м.
Восточная Кордильера сложена морскими песчано-сланцевыми отложениями преимущественно палеозойского возраста, прорванными раннемезозойскими интрузиями гранитоидов и субвулканическими массивами палеогенового и неогенового возраста.
Восточные склоны Восточной Кордильеры, глубоко расчленённые речными долинами, являются наветренными на всём протяжении (осадков в год до 4000—5000 мм). Постоянно-влажные вечнозелёные леса (горная гилея) покрывают восточные склоны.